# Calendar Girl (chanson)
Pour les articles homonymes, voir Calendar Girl (homonymie).
Singles de Neil Sedaka
Run Samson Run
(1960) Little Devil
(1961)
Calendar Girl est une chanson du chanteur américain Neil Sedaka, parue en single en 1961. C'est l'une de ses chansons phares.
La chanson a atteint la 6e place aux États-Unis (dans le Hot 100 de Billboard pour la semaine du 13 février 1961), et la 3e place au Royaume-Uni (pour la semaine du 2 au 8 mars 1961). (Aux États-Unis, elle a débuté au Hot 100 de Billboard dans la semaine du 19 décembre 1960, et au Royaume-Uni dans le Top 50 dans la semaine du 2 au 8 février 1961.)

## Composition
Neil Sedaka a co-écrit cette chanson avec Howard Greenfield.

## Adaptations et reprises
La chanson a été reprise par de nombreux artistes et adaptée en plusieurs lanques (dont la version française de Jacques Plante, Tout au long du calendrier, enregistrée en 1961 par Sylvie Vartan et par Petula Clark, la même année.